# Symphyotrichum priceae
Symphyotrichum priceae là một loài thực vật có hoa trong họ Cúc. Loài này được (Britton) G.L.Nesom miêu tả khoa học đầu tiên.